# نهاویس
نهاویس، روستایی از توابع بخش سجاس‌رود شهرستان خدابنده در استان زنجان ایران است.